# Molson Indy Vancouver 1995
Molson Indy Vancouver 1995 var ett race som var den sextonde deltävlingen i PPG IndyCar World Series 1995. Racet kördes den 3 september på GM Place i Vancouver, Kanada. Al Unser Jr. tog sin fjärde seger för säsongen.

## Slutresultat
| Plats | Förare                 | Team                     | Grid | Poäng  |
| ----- | ---------------------- | ------------------------ | ---- | ------ |
| 1     | Al Unser Jr.           | Marlboro Team Penske     | 9    | 56,040 |
| 2     | Gil de Ferran          | Jim Hall Racing          | 8    | 55,932 |
| 3     | Robby Gordon           | Walker Racing            | 7    | 55,870 |
| 4     | Stefan Johansson       | Bettenhausen Motorsports | 17   | 56,559 |
| 5     | Bobby Rahal            | Rahal-Hogan Racing       | 3    | 55,523 |
| 6     | Scott Pruett           | Patrick Racing           | 10   | 56,047 |
| 7     | Emerson Fittipaldi     | Marlboro Team Penske     | 14   | 56,423 |
| 8     | Paul Tracy             | Newman/Haas Racing       | 12   | 56,344 |
| 9     | Alessandro Zampedri    | Payton/Coyne Racing      | 18   | 56,632 |
| 10    | Raul Boesel            | Rahal-Hogan Racing       | 20   | 56,819 |
| 11    | Parker Johnstone       | Comptech Racing          | 22   | 57,007 |
| 12    | Jacques Villeneuve     | Team Green               | 1    | 55,226 |
| 13    | Eliseo Salazar         | Dick Simon Racing        | 21   | 56,893 |
| 14    | Scott Goodyear         | Tasman Motorsports       | 4    | 55,637 |
| 15    | Carlos Guerrero        | Dick Simon Racing        | 23   | 57,325 |
| 16    | Bryan Herta            | Chip Ganassi Racing      | 15   | 56,463 |
| 17    | Hiro Matsushita        | Arciero-Wells Racing     | 26   | 57,940 |
| 18    | Domenico Schiattarella | Project Indy             | 28   | 58,081 |
| 19    | Teo Fabi               | Forsythe Racing          | 6    | 55,666 |
| 20    | Maurício Gugelmin      | PacWest Racing           | 11   | 56,258 |
| 21    | Michael Andretti       | Newman/Haas Racing       | 5    | 55,662 |
| 22    | Adrián Fernández       | Galles Racing            | 19   | 56,722 |
| 23    | André Ribeiro          | Tasman Motorsports       | 16   | 56,547 |
| 24    | Christian Fittipaldi   | Walker Racing            | 13   | 56,415 |
| 25    | Marco Greco            | Galles Racing            | 27   | 58,010 |
| 26    | Brian Till             | A.J. Foyt Enterprises    | 25   | 57,570 |
| 27    | Jimmy Vasser           | Chip Ganassi Racing      | 2    | 55,503 |
| 28    | Juan Manuel Fangio II  | PacWest Racing           | 24   | 57,523 |